# Patinação artística no Festival Olímpico Europeu da Juventude de Inverno de 1997
As competições de patinação artística no Festival Olímpico Europeu da Juventude de Inverno de 1997 foram disputadas em Sundsvália, Suécia, entre 7 de fevereiro e 12 de fevereiro de 1997.

## Medalhistas
| Evento                          | Ouro                                     | Prata                                      | Bronze                                          | Ref.  |
| ------------------------------- | ---------------------------------------- | ------------------------------------------ | ----------------------------------------------- | ----- |
| Individual masculino (detalhes) | Evgeni Plushenko · Rússia                | Vakhtang Murvanidze · Geórgia              | Oleksandr Smokvin · Ucrânia                     | [ 1 ] |
| Individual feminino (detalhes)  | Julia Soldatova · Rússia                 | Julia Lautowa · Áustria                    | Gwenaëlle Jullien · França                      | [ 1 ] |
| Dança no gelo (detalhes)        | Federica Faiella · Luciano Milo · Itália | Melanie Espejo · Michael Zenezini · França | Eliane Hugentobler · Daniel Hugentobler · Suíça | [ 1 ] |

## Resultados

### Individual masculino
| Pos.              | Nome                 | Nacionalidade    | Pontos | PC | PL |
| ----------------- | -------------------- | ---------------- | ------ | -- | -- |
| Medalha de ouro   | Evgeni Plushenko     | Rússia           | 1.5    | 1  | 1  |
| Medalha de prata  | Vakhtang Murvanidze  | Geórgia          | 4.0    | 4  | 2  |
| Medalha de bronze | Oleksandr Smokvin    | Ucrânia          | 5.5    | 5  | 3  |
| 4                 | Nicolas Beaudelin    | França           | 6.5    | 3  | 5  |
| 5                 | Arvid Horst          | Alemanha         | 7.5    | 7  | 4  |
| 6                 | Lukáš Rakowski       | República Tcheca | 8.0    | 2  | 7  |
| 7                 | Juraj Sviatko        | Eslováquia       | 9.0    | 6  | 6  |
| 8                 | Alex Gruber          | Israel           | 13.5   | 9  | 8  |
| 9                 | Alan Street          | Reino Unido      | 13.0   | 8  | 9  |
| 10                | Yon Garcia           | Espanha          | 15.0   | 10 | 10 |
| 11                | Andrej Gorkic        | Eslovênia        | 16.5   | 11 | 11 |
| 12                | Aleksei Saks         | Estônia          | 18.0   | 12 | 12 |
| 13                | Tero Hämäläinen      | Finlândia        | 20.0   | 14 | 13 |
| 14                | Edgar Grigoryan      | Azerbaijão       | 20.5   | 13 | 14 |
| 15                | Balint Miklos        | Romênia          | 23.0   | 16 | 15 |
| 16                | Panayotis Markouizos | Grécia           | 23.5   | 15 | 16 |

### Individual feminino
| Pos.              | Nome                  | Nacionalidade    | Pontos | PC | PL |
| ----------------- | --------------------- | ---------------- | ------ | -- | -- |
| Medalha de ouro   | Julia Soldatova       | Rússia           | 1.5    | 1  | 1  |
| Medalha de prata  | Julia Lautowa         | Áustria          | 3.0    | 2  | 2  |
| Medalha de bronze | Gwenaëlle Jullien     | França           | 5.5    | 5  | 3  |
| 4                 | Sabina Wojtala        | Polônia          | 6.0    | 4  | 4  |
| 5                 | Andrea Diewald        | Alemanha         | 6.5    | 3  | 5  |
| 6                 | Diána Póth            | Hungria          | 10.0   | 6  | 7  |
| 7                 | Ekaterina Golovatenko | Estônia          | 11.5   | 7  | 8  |
| 8                 | Anna Lundström        | Suécia           | 13.5   | 9  | 9  |
| 9                 | Galina Maniachenko    | Ucrânia          | 14.0   | 16 | 6  |
| 10                | Simone Walthard       | Suíça            | 15.0   | 10 | 10 |
| 11                | Tina Svajger          | Eslovênia        | 16.5   | 11 | 11 |
| 12                | Miia Marttinen        | Finlândia        | 17.0   | 8  | 13 |
| 13                | Ellen Mareels         | Bélgica          | 19.5   | 15 | 12 |
| 14                | Katerina Blohonova    | República Tcheca | 21.0   | 14 | 14 |
| 15                | Zuzana Burakova       | Eslováquia       | 22.5   | 13 | 16 |
| 16                | Kelly Marie McDermott | Reino Unido      | 23.0   | 12 | 17 |
| 17                | Meritxell Baraut      | Espanha          | 23.5   | 17 | 15 |
| 18                | Ksenija Jastsenjski   | Iugoslávia       | 27.0   | 18 | 18 |
| 19                | Konstantina Livanou   | Grécia           | 28.5   | 19 | 19 |
| 20                | Noemi Bedo            | Romênia          | 30.0   | 20 | 20 |
| 21                | Merine Tadevosyan     | Armênia          | 32.0   | 22 | 21 |
| 22                | Aret Boronat          | Andorra          | 32.5   | 21 | 22 |
| 23                | Indre Bukelskyte      | Lituânia         | 34.5   | 23 | 23 |

### Dança no gelo
| Pos.              | Nome                                     | Nacionalidade    | Pontos | DC1 | DC2 | DO | DL |
| ----------------- | ---------------------------------------- | ---------------- | ------ | --- | --- | -- | -- |
| Medalha de ouro   | Federica Faiella / Luciano Milo          | Itália           | 2.0    | 1   | 1   | 1  | 1  |
| Medalha de prata  | Melanie Espejo / Michael Zenezini        | França           | 4.0    | 2   | 2   | 2  | 2  |
| Medalha de bronze | Eliane Hugentobler / Daniel Hugentobler  | Suíça            | 6.2    | 4   | 3   | 3  | 3  |
| 4                 | Natalia Romaniuta / Daniil Barantsev     | Rússia           | 7.8    | 3   | 4   | 4  | 4  |
| 5                 | Zita Gebora / Andras Visontai            | Hungria          | 10.8   | 6   | 5   | 6  | 5  |
| 6                 | Gabriela Hrázská / Jiří Procházka        | República Tcheca | 11.2   | 5   | 6   | 5  | 6  |
| 7                 | Kristina Kobaladze / Oleg Voiko          | Ucrânia          | 14.0   | 7   | 7   | 7  | 7  |
| 8                 | Daniela Ivanova / Roumen Iordanov        | Bulgária         | 16.2   | 9   | 8   | 8  | 8  |
| 9                 | Amanda Jane Galloway / Christopher Lomax | Reino Unido      | 17.8   | 8   | 9   | 9  | 9  |
| 10                | Pia-Maria Gustafsson / Antti Grönlund    | Finlândia        | 20.0   | 10  | 10  | 10 | 10 |

## Quadro de medalhas
| Ordem | País    | Medalha de ouro | Medalha de prata | Medalha de bronze |   | Ordem por total |
| ----- | ------- | --------------- | ---------------- | ----------------- | - | --------------- |
| 1     | Rússia  | 2               |                  |                   | 2 | 1               |
| 2     | Itália  | 1               |                  |                   | 1 | 3               |
| 3     | França  |                 | 1                | 1                 | 2 | 1               |
| 4     | Áustria |                 | 1                |                   | 1 | 3               |
| 4     | Geórgia |                 | 1                |                   | 1 | 3               |
| 6     | Suíça   |                 |                  | 1                 | 1 | 3               |
| 6     | Ucrânia |                 |                  | 1                 | 1 | 3               |
| TOTAL | TOTAL   | 3               | 3                | 3                 | 9 | —               |